# Daniel Quillen
Daniel Gray ("Dan") Quillen (Orange, 21 de junio de 1940-30 de abril de 2011) Fue un matemático estadounidense y un medallista Fields. Es conocido por ser uno de los "primeros arquitectos" de la K-teoría algebraica.
Estudió en la Universidad de Harvard donde se licenció, 1961, y donde obtuvo su PhD. Ha sido profesor en diversas universidades, destacando su estancia en Oxford entre 1984 y 2006, año el que se retiró.